# Tryphon (Grammatiker)
Tryphon war ein aus Alexandria stammender Grammatiker. Er lebte in der 2. Hälfte des 1. Jahrhunderts v. Chr.
Wo er sein Leben verbrachte, ist unbekannt. Von seinen zahlreichen, fast ausschließlich sprachwissenschaftlichen Schriften sind nur karge Reste, hauptsächlich in Zitaten bei anderen Autoren erhalten. Diese Zitate belegen das Ansehen, das sein Werk in der Folgezeit genoss. Es sind über dreißig Werktitel von ihm überliefert, darunter ein Lexikon und Abhandlungen über die Wortarten und ihre Ableitungen, über Aussprache, Betonung, Orthographie und die griechischen Dialekte. In Peri pathon tes lexeos („Über Abwandlungen im Sprachgebrauch“) versuchte er die Unterschiede der Dialektformen herzuleiten.
Erhalten ist Peri tropon (Über Sinnfiguren), eine Zusammenstellung von 26 Tropen mit kurzer Definition und Beispielen, vermutlich ein Auszug aus einem größeren Werk. Andere überlieferte Texte, so der Auszug aus einer Grammatik und ein Traktat Peri metron (Über Versfüße), gelten heute als unecht.